# Bamba Dieng
Cheikh Ahmadou Bamba Mbacke Dieng (* 20. března 2000 Pikine) je senegalský profesionální fotbalista, který hraje na pozici útočníka za francouzský klub FC Lorient a za senegalský národní tým.

## Klubová kariéra
Dieng začal svou kariéru v klubu Diambars v senegalské nejvyšší soutěži a ve své debutové sezóně vstřelil v 14 zápasech 12 gólů. V sezóně 2019/20 se tak stal nejlepším střelcem senegalské Premier League.
Dieng podepsal smlouvu s francouzským Marseille v lednu 2021. V klubu debutoval 10. února 2021 při vítězství 2:0 v Coupe de France nad Auxerre a v 92. minutě vstřelil svůj první gól.

## Reprezentační kariéra
Dieng debutoval v senegalské reprezentaci 9. října 2021 při vítězství 4:1 nad Namibií v rámci kvalifikace na mistrovství světa 2022.
V lednu 2022 byl povolán na závěrečný turnaj Africký pohár národů 2021 a v osmifinále turnaje vstřelil svůj první reprezentační gól při vítězství 2:0 nad Kapverdami. Ve finále Dieng skóroval v penaltovém rozstřelu a pomohl Senegalu stát se vítězem turnaje.
V listopadu 2022 byl nominován i na mistrovství světa 2022, a v druhém zápase základní skupiny skóroval při výhře 3:1 nad domácím Katarem.

## Statistiky

### Klubové
K 13. listopadu 2022
| Klub      | Sezóna  | Liga    | Liga   | Liga | Pohár  | Pohár | Evropské poháry | Evropské poháry | Celkem | Celkem |
| Klub      | Sezóna  | Liga    | Zápasy | Góly | Zápasy | Góly  | Zápasy          | Góly            | Zápasy | Góly   |
| --------- | ------- | ------- | ------ | ---- | ------ | ----- | --------------- | --------------- | ------ | ------ |
| Marseille | 2020/21 | Ligue 1 | 5      | 0    | 1      | 1     | 0               | 0               | 6      | 1      |
| Marseille | 2021/22 | Ligue 1 | 25     | 7    | 1      | 0     | 10              | 1               | 36     | 8      |
| Marseille | 2022/23 | Ligue 1 | 6      | 1    | 0      | 0     | 0               | 0               | 6      | 1      |
| Celkem    | Celkem  | Celkem  | 36     | 8    | 2      | 1     | 10              | 1               | 48     | 10     |

### Reprezentační
K 29. listopadu 2022
| Senegal | Senegal | Senegal |
| Rok     | Zápasy  | Góly    |
| ------- | ------- | ------- |
| 2021    | 4       | 0       |
| 2022    | 12      | 2       |
| Celkem  | 16      | 2       |

#### Reprezentační góly
| Gól | Datum              | Místo                                | Soupeř   | Skóre | Výsledek | Soutěž                            |
| --- | ------------------ | ------------------------------------ | -------- | ----- | -------- | --------------------------------- |
| 1.  | 25. ledna 2022     | Stadion Kouekong, Bafoussam, Kamerun | Kapverdy | 2:0   | 2:0      | Africký pohár národů 2021         |
| 2.  | 25. listopadu 2022 | Al Thumama Stadium, Dauhá, Katar     | Katar    | 3:1   | 3:1      | Mistrovství světa ve fotbale 2022 |

## Ocenění

### Reprezentační

#### Senegal
- Africký pohár národů: 2021[8]

### Individuální
- Gól sezóny Ligue 1: 2021/22[9]